# Phobetes erasi
Phobetes erasi là một loài tò vò trong họ Ichneumonidae.